# Хильгерс, Михаэль
Михаэль Хильгерс (нем. Michael Hilgers; род. 6 августа 1966, Мёнхенгладбах, Северный Рейн-Вестфалия) — немецкий хоккеист на траве, полевой игрок. Олимпийский чемпион 1992 года, серебряный призёр летних Олимпийских игр 1988 года, чемпион Европы 1991 года.

## Биография
Михаэль Хильгерс родился 6 августа 1966 года в западногерманском городе Мёнхенгладбах.
Играл в хоккей на траве за «Гладбахер» из Мёнхенгладбаха, в составе которого в 1981 году стал чемпионом ФРГ, а в 1988 году выиграл национальный титул в индорхоккее.
В составе сборной ФРГ трижды выигрывал золотые медали Трофея чемпионов: в 1986 году в Карачи, в 1987 году в Амствелвене и в 1988 году в Лахоре.
В 1988 году вошёл в состав сборной ФРГ по хоккею на траве на летних Олимпийских играх в Сеуле и завоевал серебряную медаль. Играл в поле, провёл 7 матчей, забил 2 мяча (по одному в ворота сборных Индии и СССР).
В 1991 году завоевал золотую медаль чемпионата Европы в Париже.
В 1992 году вошёл в состав сборной Германии по хоккею на траве на летних Олимпийских играх в Барселоне и завоевал золотую медаль. Играл в поле, провёл 7 матчей, забил 5 мячей, в том числе оба в финальном поединке против сборной Австралии (2:1), по одному — Великобритании, Египту и Аргентине.
В 1993 году был удостоен Серебряного лаврового листа.
В 1984—1993 годах провёл за сборную ФРГ / Германии 162 матча, в том числе 135 на открытых полях, 27 в помещениях.
По окончании игровой карьеры работал тренером. Был генеральным директором Хоккейного парка в Мёнхенгладбахе и участвовал в организации рок-концертов под открытым небом и чемпионата мира по хоккею на траве 2006 года.